# Jean-François Verplancke de Diepenhede
Jean-François Victor Verplancke de Diepenhede (Lede, 28 november 1842 - Melle, 12 december 1907) was een Belgisch edelman.

## Jean-François Verplancke
Hij was een zoon van Jean-Bernard Verplancke en van Catherine Lauwereyns de Diepenhede. In 1885 verkreeg hij vergunning om de Diepenhede aan de familienaam toe te voegen, gedeelte van de uitdovende naam van zijn moeder. In 1901 werd hij opgenomen in de Belgische erfelijke adel. Hij was een kleinzoon van de gelijknamige Jean François jr. Verplancke (Brugge,1766 - Ieper, 1836), die samen met zijn vader, Jean François sr. Verplancke (Brugge, 1736 - Brugge, 1811), genealogen waren. Hij trouwde in Brugge in 1872 met Alice Maertens, dochter van Guillaume Maertens en Zoé Defoor. Het echtpaar had twee dochters en een zoon, Willy Verplancke.

## Guillaume Verplancke de Diepenhede de Saint-Genois des Mottes
- Guillaume Amand Jean Zénobe Verplancke de Diepenheede, genaamd Willy, kreeg in 1933 vergunning om de Saint-Genois des Mottes aan de familienaam toe te voegen, waarmee een van de langste Belgische familienamen tot stand kwam. Hij trouwde in 1904 in Melle met barones Christine de Saint-Genois des Mottes (1884-1963) en ze kregen een dochter en twee zoons. 
  - Philippe Verplancke de Diepenheede (°23 - †24 februari 1910)
  - Jacques Verplancke de Diepenheede de Saint-Genois des Mottes (1912-1968) trouwde in 1936 in Schoten met Marie-Louise della Faille de Leverghem (1911-1980). Hij was de laatste mannelijke naamdrager. Ze kregen twee dochters, als laatste naamdragers:
    - Françoise Verplancke de Diepenheede de Saint-Genois des Motte (1937-2000), x Antoine de Meester de Heyndonck (1932- ), met een dochter (ongehuwd)
    - Brigitte Verplancke de Diepenheede de Saint-Genois des Mottes (1939- ) x Michel Struye de Swielande (1935- ), zonder nageslacht.